# 31 Завод авиационного технологического оборудования
ОАО «31 Завод авиационного технологического оборудования» (31 ЗАТО) — ведущее предприятие России по проектированию, изготовлению и поставке специального технологического оборудования для ремонта и испытания обширной номенклатуры авиационной техники, а также средств наземного обеспечения специального применения (СНО СП).
Завод основан в марте 1952 г. Располагается в г. Новочеркасск.

## История

### Формирование завода
ОАО «31 ЗАТО» вырос из 181 Центральной ремонтной базы, созданной в конце лета 1944 года в подмосковном г. Серпухове для хозяйственных нужд ВВС и Красной армии. В это время база занималась освоением и ремонтом передвижных электростанций и электромоторов, металлорежущих станков, компрессоров.
В феврале-апреле 1945 года 181 Центральная ремонтная база была передислоцирована в г. Харьков, сохранив профиль деятельности, но уже в августе 1946 года вновь сменила географическое положение, теперь уже на постоянное место пребывания, в г. Новочеркасск. Началась работа по созданию инфраструктуры предприятия: строились объекты энергообеспечения, транспорта (железнодорожная ветка, гараж, карное депо), связи, складирования и хранения продукции, заводские корпуса и жильё для тружеников завода.

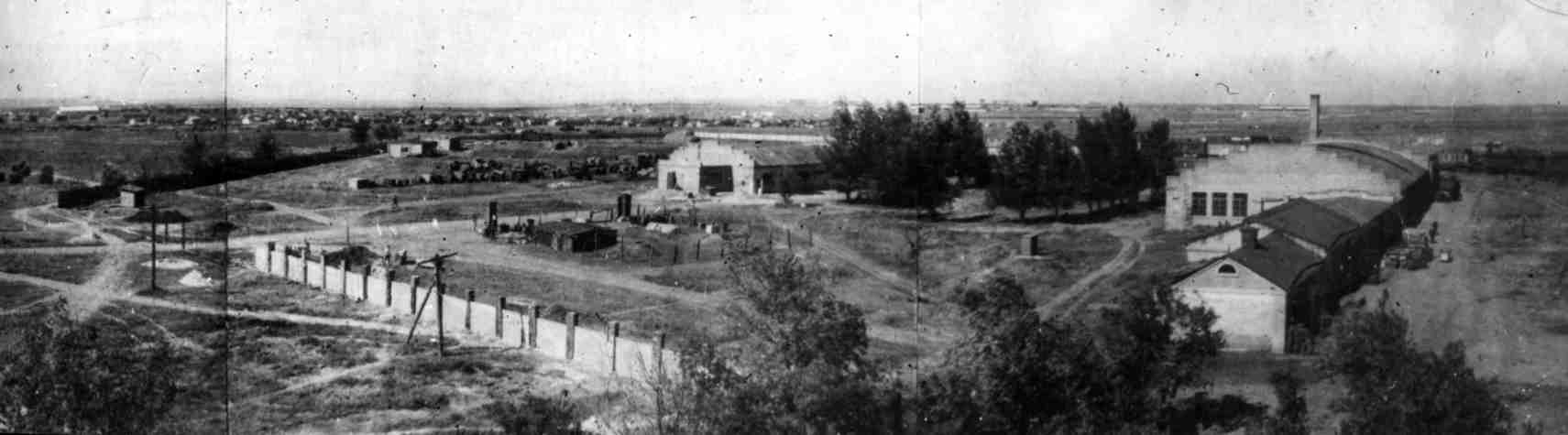
Начало строительства завода

Местом послужила бывшая 307 база самолётно-ремонтных мастерских, обслуживающих авиабригаду бомбардировочных самолётов, дислоцировавшихся до войны на аэродроме пос. Хотунок. Основная задача им была определена так: капитально-восстановительный ремонт металлорежущих и деревообрабатывающих станков, дизелей к электросетям, компрессоров высокого и низкого давления.
В 1946 году 181 ЦРМ разместила своё оборудование, главным образом трофейное, в помещениях, не приспособленных для этого. Это были полуразрушенные жилые дома (ДОС-2 и ДОС-3 по улице Трамвайной), в железнодорожных теплушках. Ассортимент продукции, которая изготовлялась в тот момент на предприятии, мог уместиться на одном небольшом столе: алюминиевые ложки и тарелки, слесарные тиски с оттиском «181 ЦРМ».
Производственная площадь базы составляла 1800 м², 176 рабочих и 28 инженерно-технических работников. Все работы выполнялись вручную. Не было раздевалок, душевых. Весь транспорт был представлен одной лошадью с телегой.

### Становление
В марте 1952 года 181 Центральная ремонтная база переформирована в «31 завод авиационного технологического оборудования» и с этого времени стала функционировать как машиностроительное предприятие ВВС.

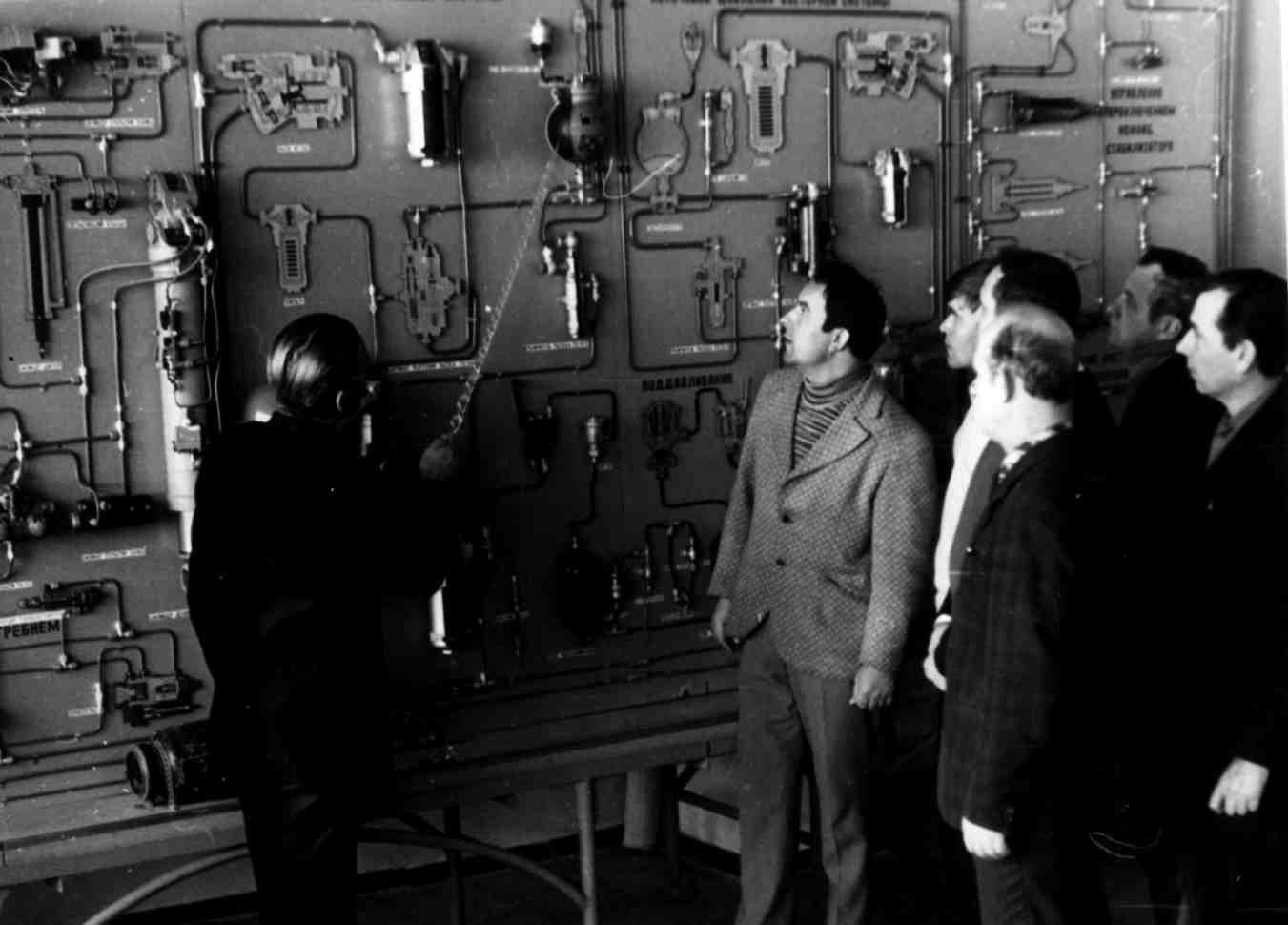
Сотрудники завода изучают макет гидравлической системы самолёта

В связи с ростом технического уровня ВВС появляется потребность в нестандартизированном технологическом оборудовании для ремонта авиационной техники. Перед заводом поставлена задача — освоить изготовление такого оборудования. Первым следует считать С-01-53 — стенд для испытания трёхпозиционного золотника ГА-58 самолёта Ил-28. Именно в 1953—1955 годах изготавливались первые стенды для испытания после ремонта агрегатов и систем самолётов Ил-28, МиГ-15 и МиГ-17. В эти же годы появились первые стенды для испытания рабочих и масляных форсунок двигателя ВК-1. В этот же период ремонтные предприятия начинают оснащаться специализированным технологическим оборудованием для гальванических покрытий, изготовления резинотехнических изделий, печей и т. п. изготовленных «31 ЗАТО». 1955—1956 года характеризуются изготовлением оборудования для испытания агрегатов тяжёлых самолётов типа Ту-16, а также большого количества специальных стремянок и тележек для обслуживания самолётов при ремонте.
Уже к 1958 году завод основной продукцией завода стало специализированное технологическое оборудование для ремонта авиационной техники. В последующие годы продолжилась работа по совершенствованию продукции и реконструкции завода. Создаётся комплекс универсальных стендов, собранных по принципам агрегатирования с применением автоматики и средств объективного контроля для обкатки и сдаточных испытаний трансмиссии хвоста вертолётов Ми-24, и др. гидроагрегатов МиГ-29, Су-27, РД-33, АЛ-31Ф; шумоглушителей для НК-22 и 25, РД-33, АЛ-31Ф, Р-13-300 и Р-29-30 и др.

### Период роста и развития
Период с 1960 по 1990 год можно считать временем роста и развития завода. Усложнялась авиационная техника, технически совершеннее становилось контрольно стендовое оборудование. В марте 1961 года «31 ЗАТО» присвоено условное наименование войсковая часть 13822.
В соответствии с развитием производства возникла необходимость в техническом его перевооружении и реконструкции. К началу 1970-х годов оборудование и производственные площади в значительной мере уже не отвечали требованиям производства, нуждались в обновлении и расширении. Особенно неблагополучно обстояло дело с обеспечением производственных подразделений помещениями, отвечающими санитарным нормам.

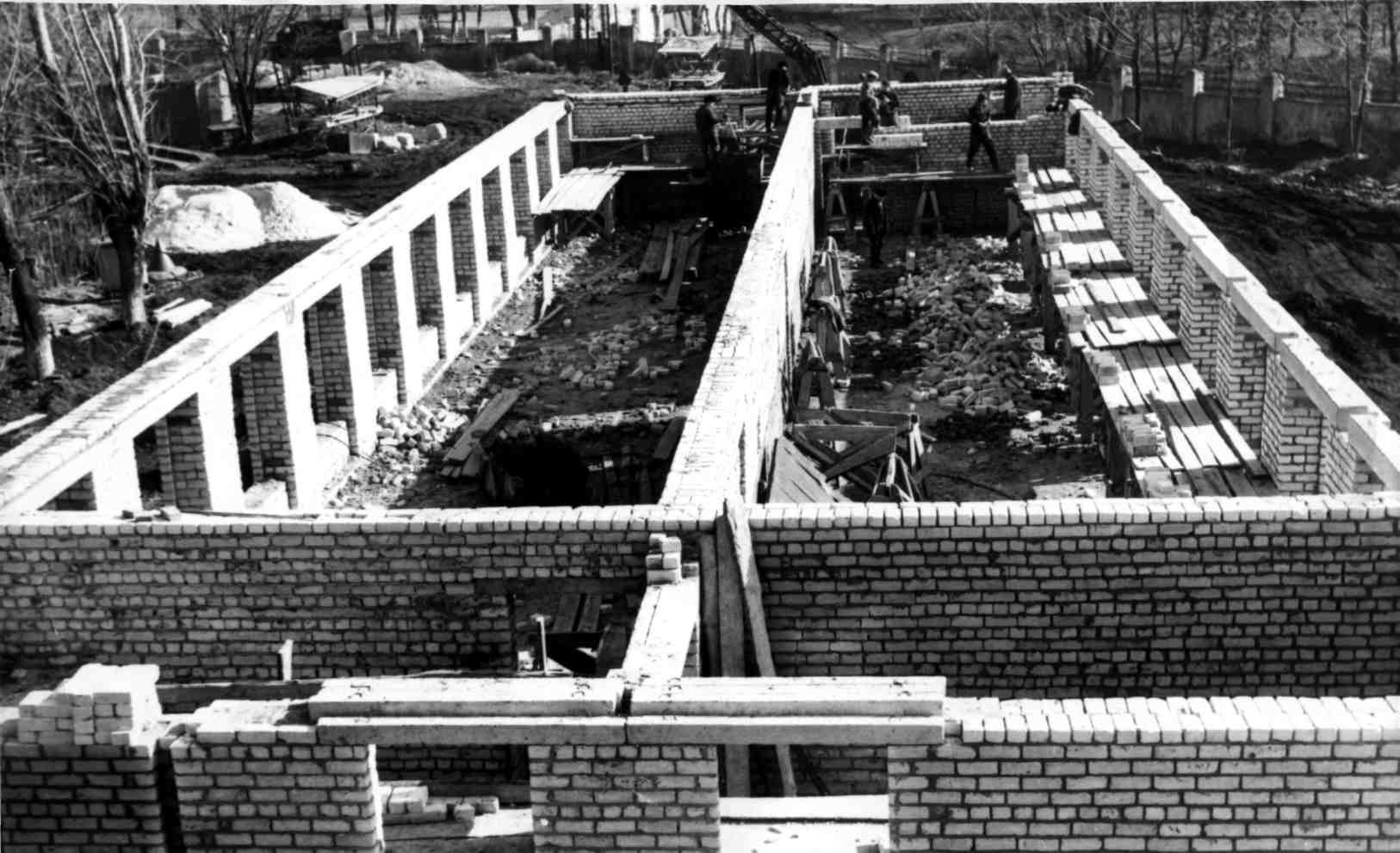
Строительство нового здания конструкторского отдела

В 1956—1970 гг. освоено изготовление стендов с автоматическими системами управления и средствами объективного контроля.
В 1970—1975 гг. освоено изготовление стендов с широким применением автоматики и средств автоматического контроля, электроники и программного управления. В 1975 году освоен выпуск шумоглушителей типа СГ-20 и СГ-30.
С 1975 года продолжался выпуск современного, на тот период, технологического оборудования, обеспечивающего испытание самых современных самолётных, вертолётных и двигательных систем.
Спроектирован и изготовлен комплекс технологического оборудования редуктора ВР-24, изготавливается комплекс технологического оборудования для испытания двигателя ТВЗ-117, изготовлен комплекс балансировочных станков, установки для магнитной дефектоскопии, налажен выпуск гидротормозов для испытания редукторов вертолётных двигателей.
До времен перестройки это был военный номерной завод, который одним из немногих в городе носил почётное звание «Предприятие коммунистического труда» (в городе таких было всего три: НЗСП, Молочный завод и 31-й завод).
Именно заводчане создали и установили в 1981 году памятник воинам-авиаторам на Хотунке.
Интенсивная работа по реконструкции предприятия проводилась в 1975—1990 годах. За эти годы, в основном, все производственные подразделения обеспечены помещениями, отвечающими санитарно-техническим нормам. Были построены хозспособом:
- корпус для переработки стекловолокна
- корпус упаковки
- сварочный корпус
- корпус сварки щитов глушителя
- механизированный склад металла
- склады для материалов и оборудования
- бытовые помещения цехов
- трёхэтажная пристройка к конструкторскому отделу
- бойлерная
- эстакада для инженерных сетей
- испытательная станция с лабораторным корпусом
- административный корпус
- здание очистки литья
- централизованным порядком, в 1985 году, построен цех металлоконструкций и заготовок.

Основными направлениями, по которым производилась реконструкция, являлись:
- доведение существующих производственных помещений до современных требований санитарно-технических норм;
- обеспечение производства площадями, оснащёнными современным технологическим оборудованием.

### Перестройка
В годы перестройки на предприятии, в связи с недостаточным финансированием, сложились тяжёлые экономические условия. С 10 октября 1994 года войсковая часть 13822 согласно директиве Генерального штаба ВВС переименована в государственное унитарное предприятие «31 Завод авиационного технологического оборудования».
Происходит резкое снижение объёма и численности. Квалифицированные специалисты всех специальностей уходят с завода. Сократились производственные заказы и штат снизился до 600 чел. (в 1998 г. за штат вывели всех 20 офицеров), увеличились долги предприятию со стороны Минобороны РФ и самого завода другим предприятиям и в частности за коммунальные услуги (электроэнергию и т. д.), с января 1998 г. задерживается выплата зарплаты и т. д. Но коллектив завода все же продолжал «жить надеждой» на получение выгодного заказа от Минобороны и заказы «со стороны».
Вместе с тем, на предприятии постоянно проводится работа по жесткой экономии всех видов ресурсов, особенно энергетических. Внедряются приборы учёта фактического расхода всех видов ТЭР; оптимизируются режимы работы энергоемких технологических процессов; заменяются малогабаритными крупные гальванические ванны и т. д.
Благодаря усилиям коллектива 31 ЗАТО остался в боевом строю действующих хозяйствующих субъектов ВВС МО РФ.

### Настоящее время
С 9 февраля 2001 года ГУП «31 ЗАТО» согласно директиве МО РФ переименован в федеральное государственное унитарное предприятие «31 ЗАТО» Минобороны России.
На момент начала 2003 года завод имеет 8 корпусов общей площадью 16.581 м²., на которой размещены:
- 256 металлорежущих станков,
- 76 станков кузнечно-прессового оборудования,
- 25 единиц сварочного оборудования,
- 23 единиц — деревообрабатывающего оборудования,
- 162 единиц — подъемно-транспортного оборудования,
- 75 единиц — гальванического оборудования,
- 94 единиц — вентиляционного оборудования,
- 28 единиц — термического оборудования,
- 15 единиц — литейного оборудования и т. д.

Всё это позволяет заводу выпускать продукцию в замкнутом цикле (то есть без приобретения материалов и комплектующих изделий со стороны) и включает следующие основные производства: заготовительное, литейное, кузнечно-штамповочное, термическое, сварочное, механической обработки, электромонтажное, слесарно-сборочное, гальванопокрытий и малярных работ. Конструкторский и технологический отделы предприятия разрабатывают технические и рабочие проекты, конструкторскую и технологическую документацию на изготавливаемую и ремонтируемую заводом продукцию.
В 2001 году на заводе работало 550 человек, в 2002 году — 560 человек, в 2003 г. — 564 человек.
По итогу 2001 года 31-й завод выпустил продукции на 40 млн руб., а в 2002 году — на 60 млн рублей.
По итогам работы в 2002 году 31-й завод признан лучшим предприятием машиностроительной отрасли города Новочеркасска.
В 2003 году командование ВВС поставило перед предприятием новые задачи — с целью поддержания боевой готовности воздушных армий, освоить ремонт и изготовление средств наземного обеспечения специального применения (СНО СП), которое в настоящее время является основной продукцией предприятия.
С 21 ноября 2006 года ФГУП «31 ЗАТО» Минобороны России приватизировано путём преобразования в Открытое Акционерное общество «31 ЗАТО» в соответствии с распоряжением Федерального агентства по управлению Федеральным имуществом от 07.09.2006.
Постоянно модернизируется ранее выпускаемое оборудование, проводятся комплексы организационных и опытно-конструкторских работ по созданию перспективных типов испытательных средств и установок, по сбору и анализу информации о работе ранее спроектированного и отремонтированного оборудования, по совершенствованию существующих и освоению новых видов технологических процессов.
На заводе внедрены системы менеджмента качества (ГОСТ Р ИСО 9001-2001) и системы экологического менеджмента (ГОСТ Р ИСО 14001 второе издание 2004-11-15), получены сертификаты соответствия требованиям этих систем.
В настоящее время ОАО «31 ЗАТО» является уникальным предприятием на территории России, обладающее многолетним опытом производства и ремонта оборудования для нужд авиации.

## Продукция
Средства наземного обеспечения специального применения (СНО СП), в том числе:
- гидроподъёмники, гидродомкраты;
- стремянки с изменяемой высотой, рабочие площадки;
- гидропульты для дозарядки и проверки отдельных гидросистем;
- гидроустановки передвижные для проверки на земле работоспособности гидросистем летательных — аппаратов;
- тележки монтажные, транспортные;
- приспособления для зарядки гидроаккумуляторов, амортстоек, бортсети, камер колес и др.

Оборудование общего назначения, используемое при ремонте любой авиационной техники, в том числе:
- станки для гибки и развальцовки концов труб пневмогидравлических систем;
- термопечи и термошкафы электрические разных объёмов и диапазонов рабочих температур;
- установки для очистки поверхностей деталей корундовым песком и косточковой крошкой;
- пресса гидравлические вулканизационные для изготовления резинотехнических изделий и др.

## Услуги
31 ЗАТО осуществляет следующие виды услуг:
- изготовление металлоконструкций любой сложности;
- изготовление любого нестандартизированного оборудования по документации заказчика;
- механическая обработка (токарная, фрезерная, расточная, шлифовальная, нарезка зубьев, хонинговальная);
- гальванические покрытия (цинкование, лужение, хромирование, анодное оксидирование, химическое оксидирование, химическое никелирование);
- термообработка (объёмная закалка, ТВЧ, цементация, азотирование сталей).